# محمود شوكت باشا

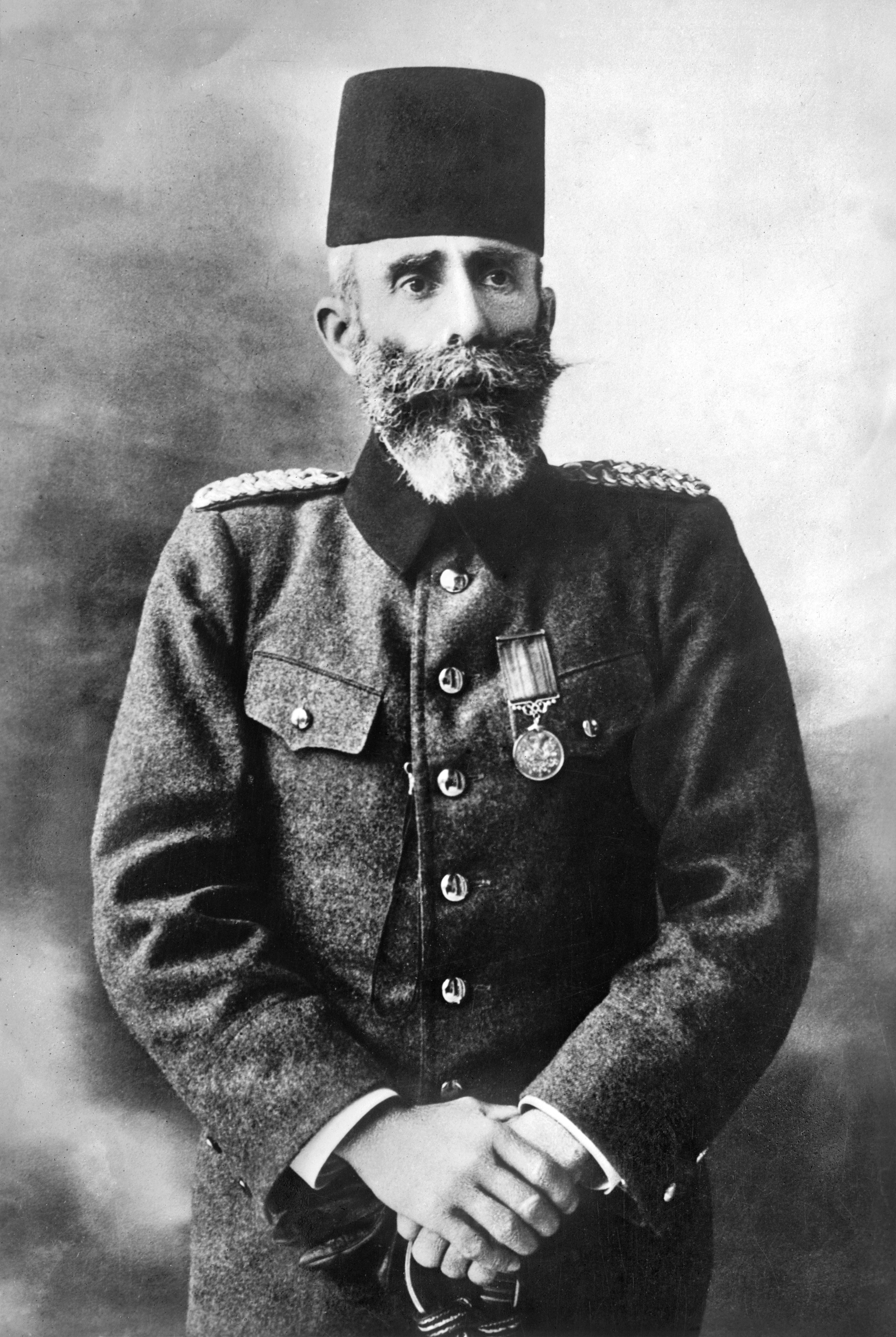
محمود شوكت باشا

محمود شوكت باشا (1856 - 5 يونيو 1913) رئيس وزراء (الصدر الأعظم) الدولة العثمانية (25/1/1913 -11/6/1913)، لعائلة بغدادية من أصل شيشاني وهو رابع أنجال سليمان فائق بك ابن الحاج طالب الكهية، ولقد اصطحبه والده إلى إسطنبول عام 1875م، فانتمى إلى المدرسة العسكرية وتخرج فيها عام 1880، ثم دخل مدرسة الأركان وتخرج فيها بعد سنتين برتبة رئيس (نقيب) ركن. وأرسل في الحملة العسكرية التي جردت لإطفاء ثورة أحمد عرابي باشا في مصر (1882)، فبقي في جزيرة كريت ثم عاد إلى تركيا، وعين مدرساً في مدرسة الأركان (آذار/مارس 1883)، ورافق القائد الألماني فان در كولتز الذي استعان بهِ لترجمة الكتب العسكرية إلى اللغة التركية. فوضع في تلك الفترة كتاب فن الأسلحة، والتشكيلات والقيافة العسكرية في الجيش العثماني (في مجلدين مصورين).
أصبح والياً على كوسوفو عام 1905م، ثم قائداً لقوات الدولة في سلانيك فمفتشاً في الروملي. وعند إعلان الدستور (المشروطية) في السلطنة العثمانية عام 1908م، زحف من سلانيك إلى إستانبول تأييداً للدستور الجديد واحتل القصر وأجبر السلطان عبد الحميد الثاني على التنازل عن العرش. وأصبح وزيراً للحربية في عام 1910م، في وزارة حقي باشا، وعندما سقط الاتحاديون في تركيا تمّ تعيينهُ بدعم من زعماء حزب الاتحاد والترقّي صدراً أعظم للدولة العثمانية(أي رئيساً للوزراء) في 14 صفر 1331 هـ/ 23 يناير 1913م. وكان لهُ دور قيادي بارز ومهم في تأسيس جمعية الاتحاد والتعاون الشركسية في إسطنبول عام 1908م وهي أول مؤسّسة شركسية في المنفى خارج الوطن الأم بعد التهجير المأساوي للشراكسة عن وطنهم الأم في شمال القوقاز عام 1864 م.

## من مؤلفاته
- ألّف كتاباً عن مذكراته اليومية بعنوان «مذكرات محمود شوكت باشا اليومية».
- اللوغارتمات وأصول الهندسة.
- الهندسة المجسمة.
- محاضرات في النفير العام والبنادق.
- ألأزياء العسكرية والتشكيلات العثمانية.
- لم يقتصر همه على التصانيف العلمية والعسكرية، بل ترجم روايات أدبية كرواية (في ظلال الزيزفون) للكاتب الفرنسي الفونس كار (1808 - 1890).

## وفاته
تعرّض محمود شوكت باشا للاغتيال في مدينة إسطنبول بخمس رصاصات في 13 حزيران 1913م.

## معرض صور

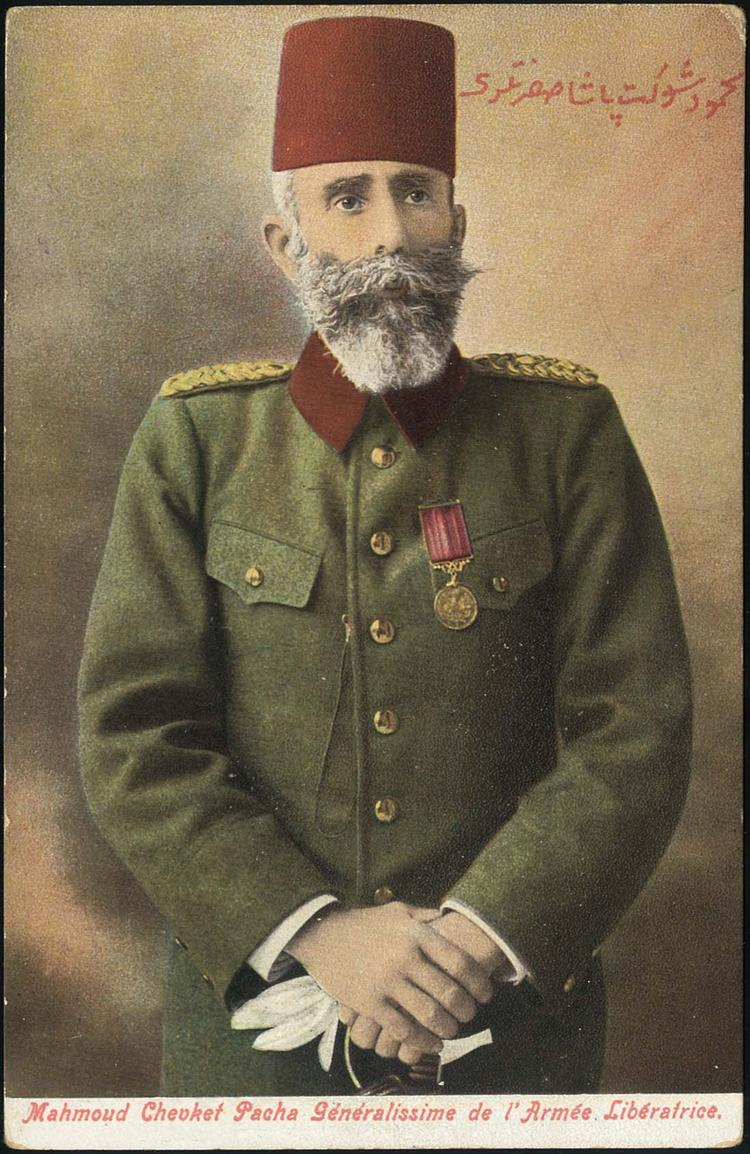
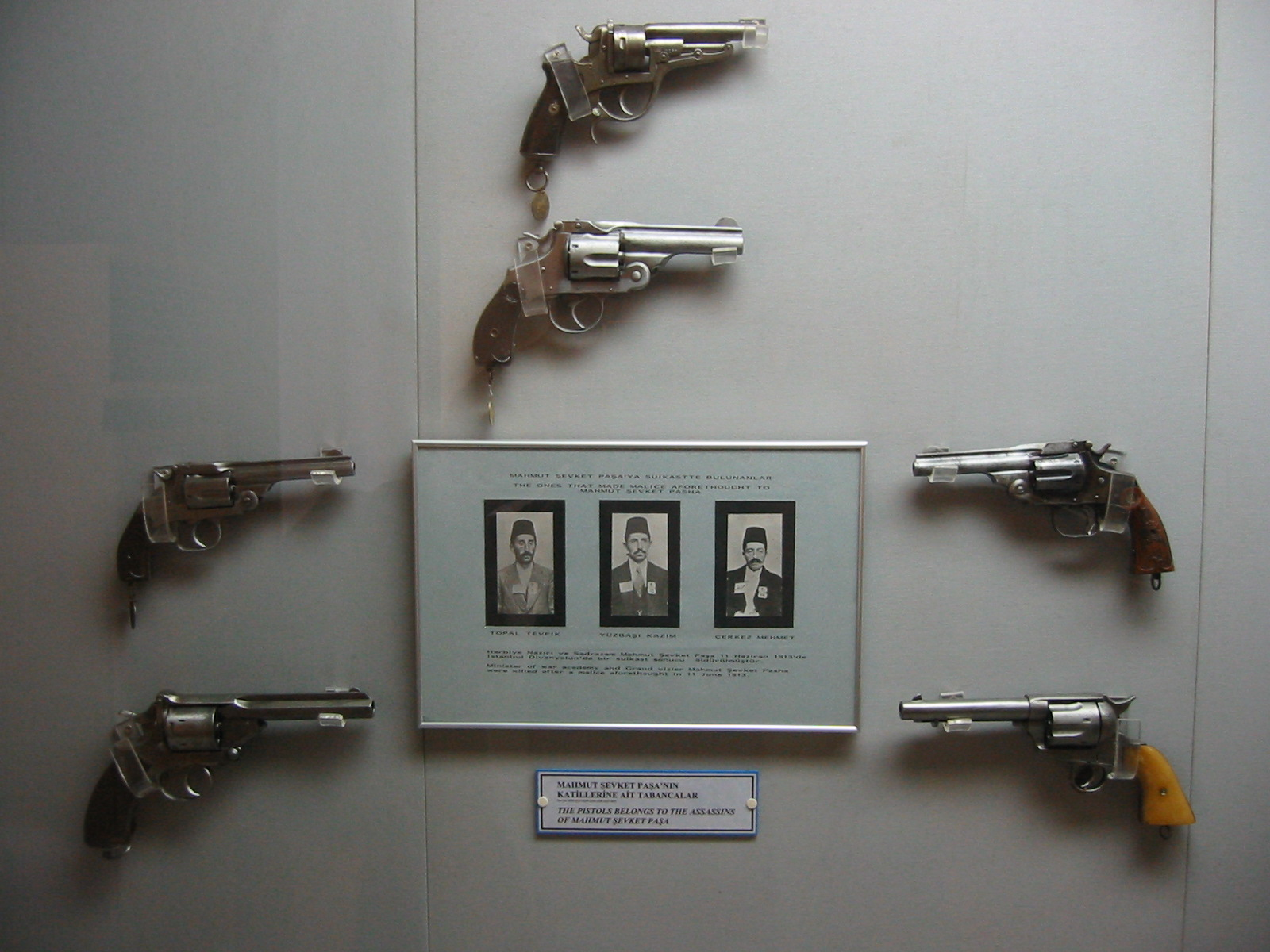
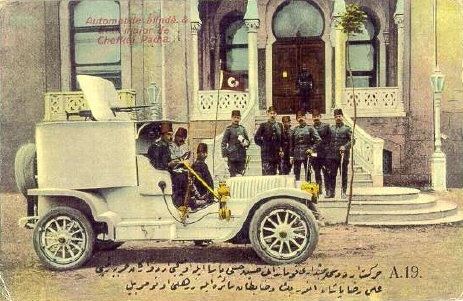

## روابط خارجية
- محمود شوكت باشا على موقع الموسوعة البريطانية (الإنجليزية)